# Niikappu
Niikappu (新冠町?) è una cittadina giapponese della prefettura di Hokkaidō.